# Iglesia de San Pedro (Vivero)
La iglesia de San Pedro de Vivero es un templo de culto católico, situado en el municipio de Vivero, en la provincia de Lugo (Galicia, España).
Esta iglesia es de estilo románico, que desde el año 1974 está considerada como un Bien de Interés Cultural, dentro del catálogo de monumentos del patrimonio histórico de España.

## Historia
La iglesia de San Pedro se localiza en la parroquia de su mismo nombre. El templo actual data de finales del siglo XII. No obstante, su origen se remonta hasta el siglo VI, como pone de manifiesto un epígrafe situado en un sillar exterior, en el que se menciona una restauración del siglo X.

## Descripción
Presenta un estilo románico de gran pureza. Además de su interés arquitectónico, en su interior se guarda una importante colección de tallas.

### Exterior

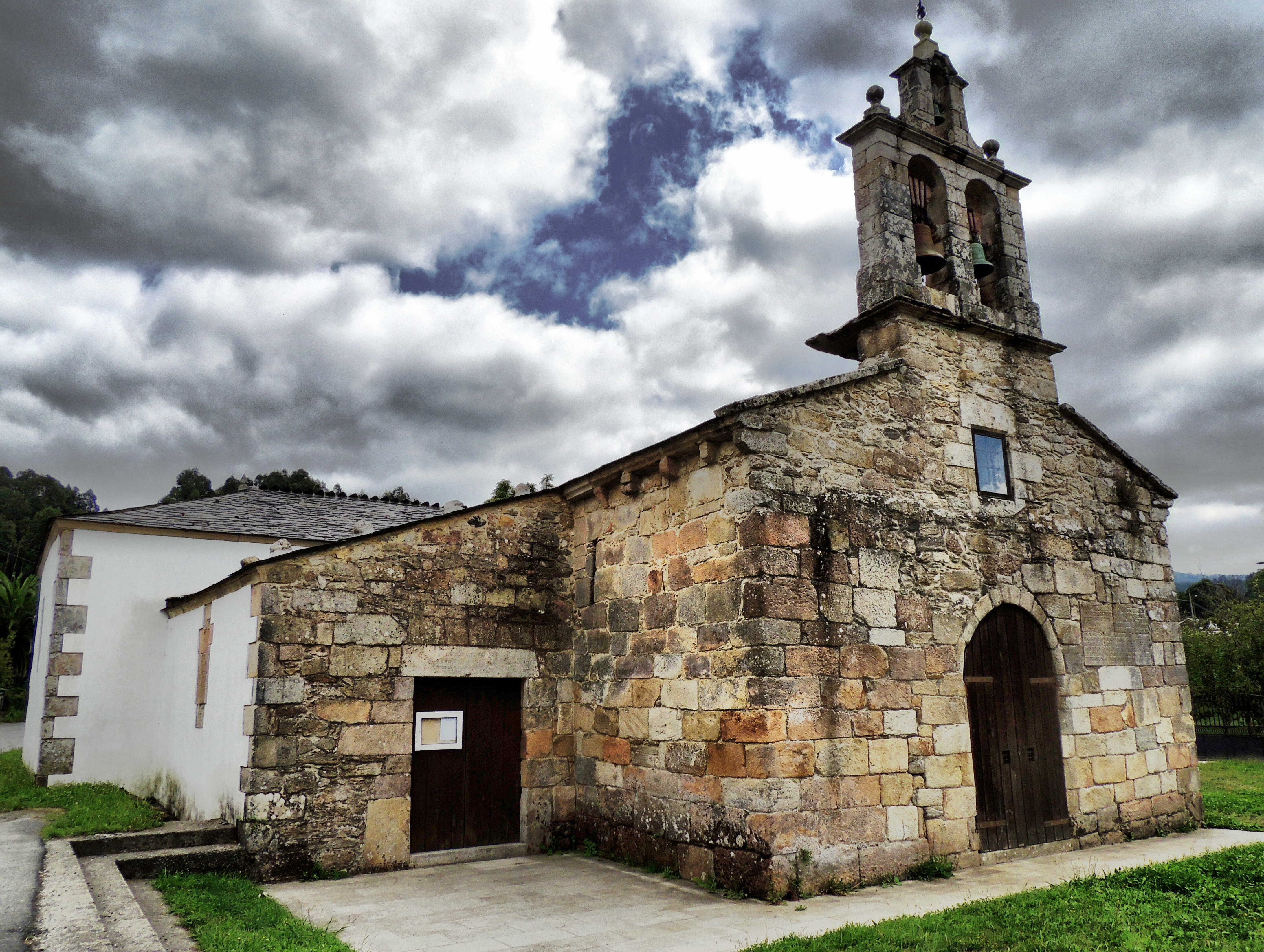
Fachada de la iglesia

Está construida en cantería y mampostería de granito, con parte de sus muros encalados. La cubierta es de pizarra a dos aguas. Consta de nave principal y nave lateral, separadas por arcos de medio punto, y ábside semicircular. La fachada contiene la puerta principal, con arco de medio punto sin decoración, y la espadaña, de doble cuerpo y con dos vanos. Hay una puerta lateral románica, que está tapiada. En la cornisa destacan los canecillos de diversas formas, especialmente en el ábside. Los muros exteriores contienen varias inscripciones.

### Interior
En el interior, la nave presenta un arco triunfal y bóveda de cañón. El retablo mayor es neoclásico y el lateral es barroco, con tallas de interés y varias piezas antiguas.

## Galería

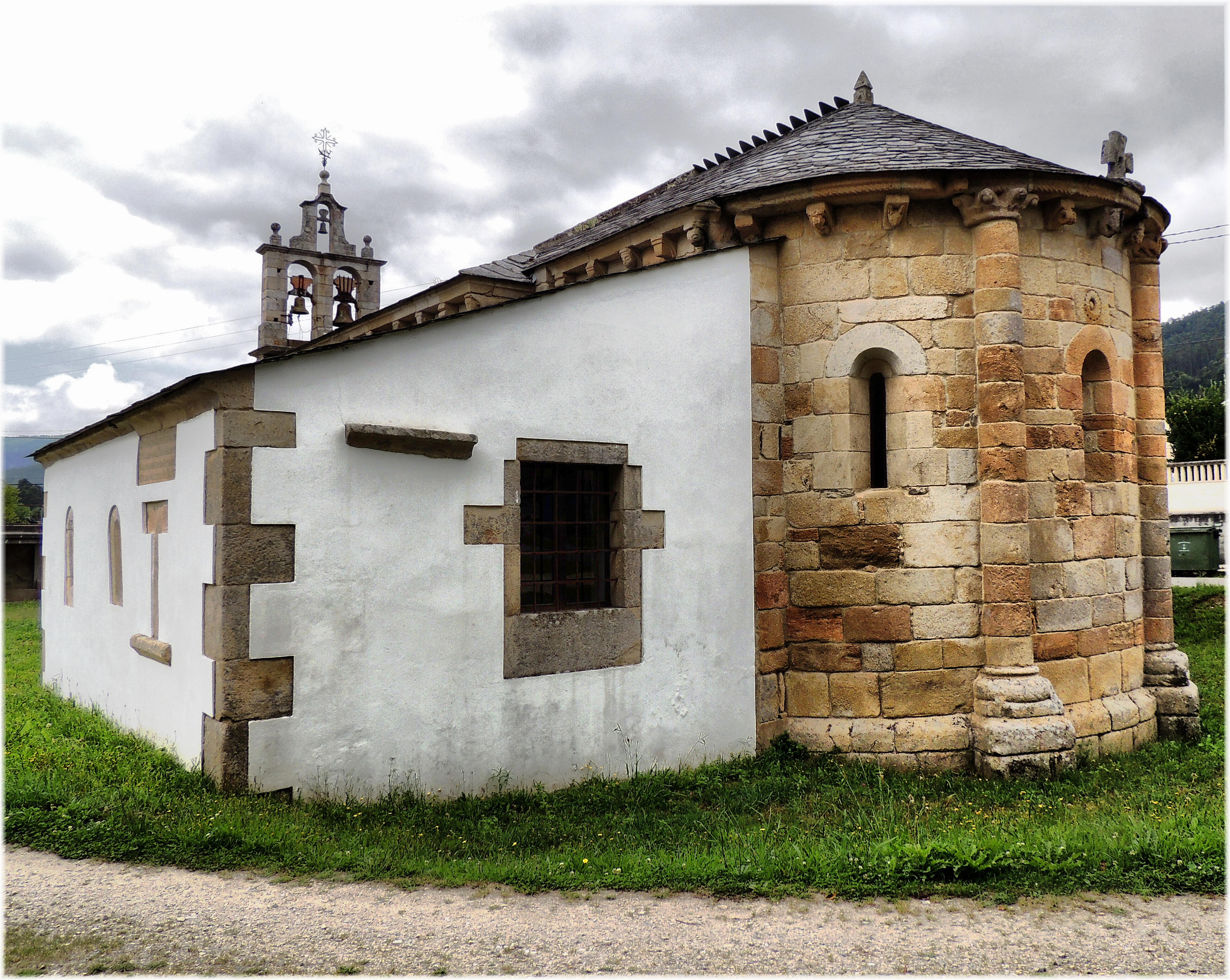
Vista posterior, con el ábside y la sacristía.
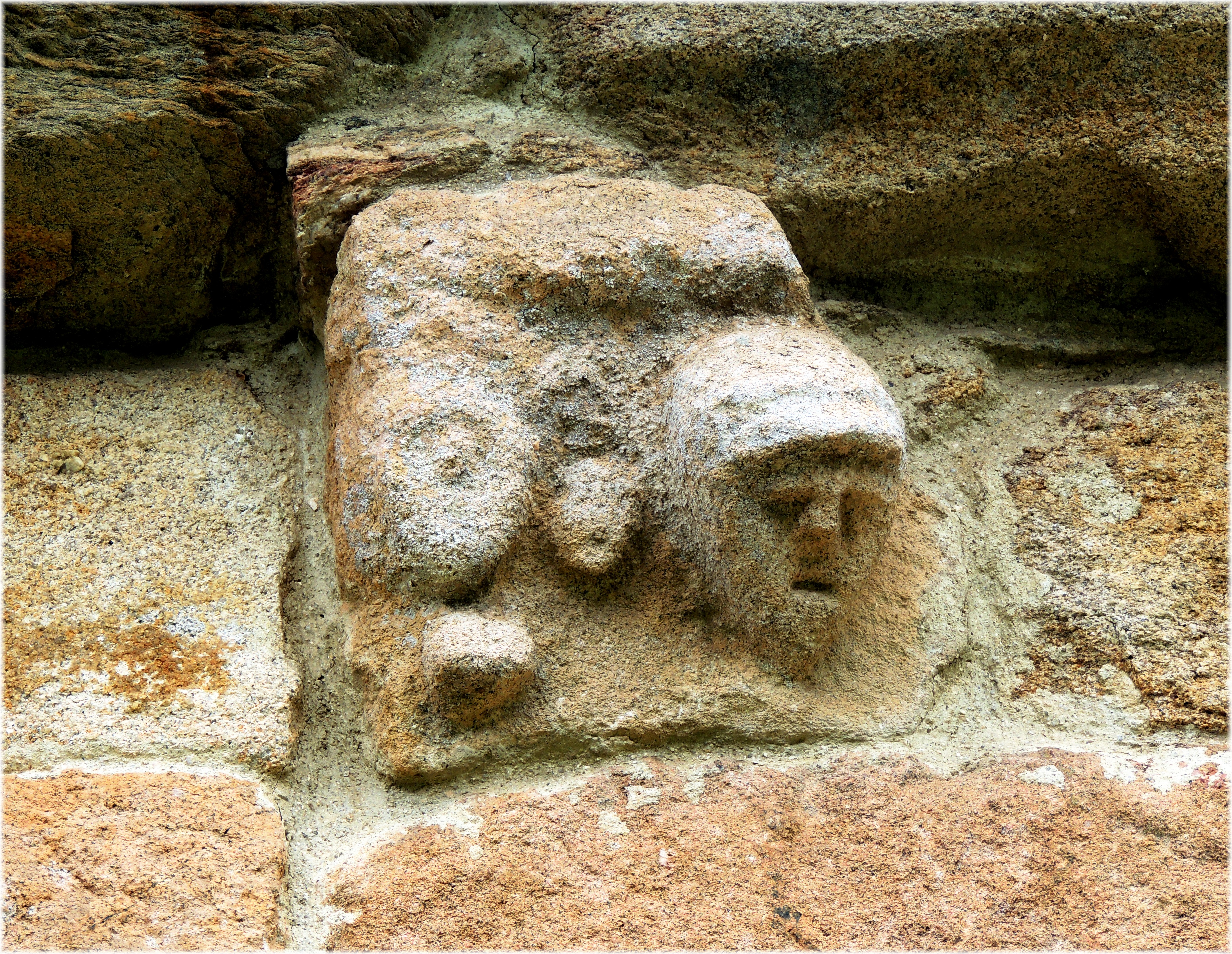
Detalle de un canecillo.
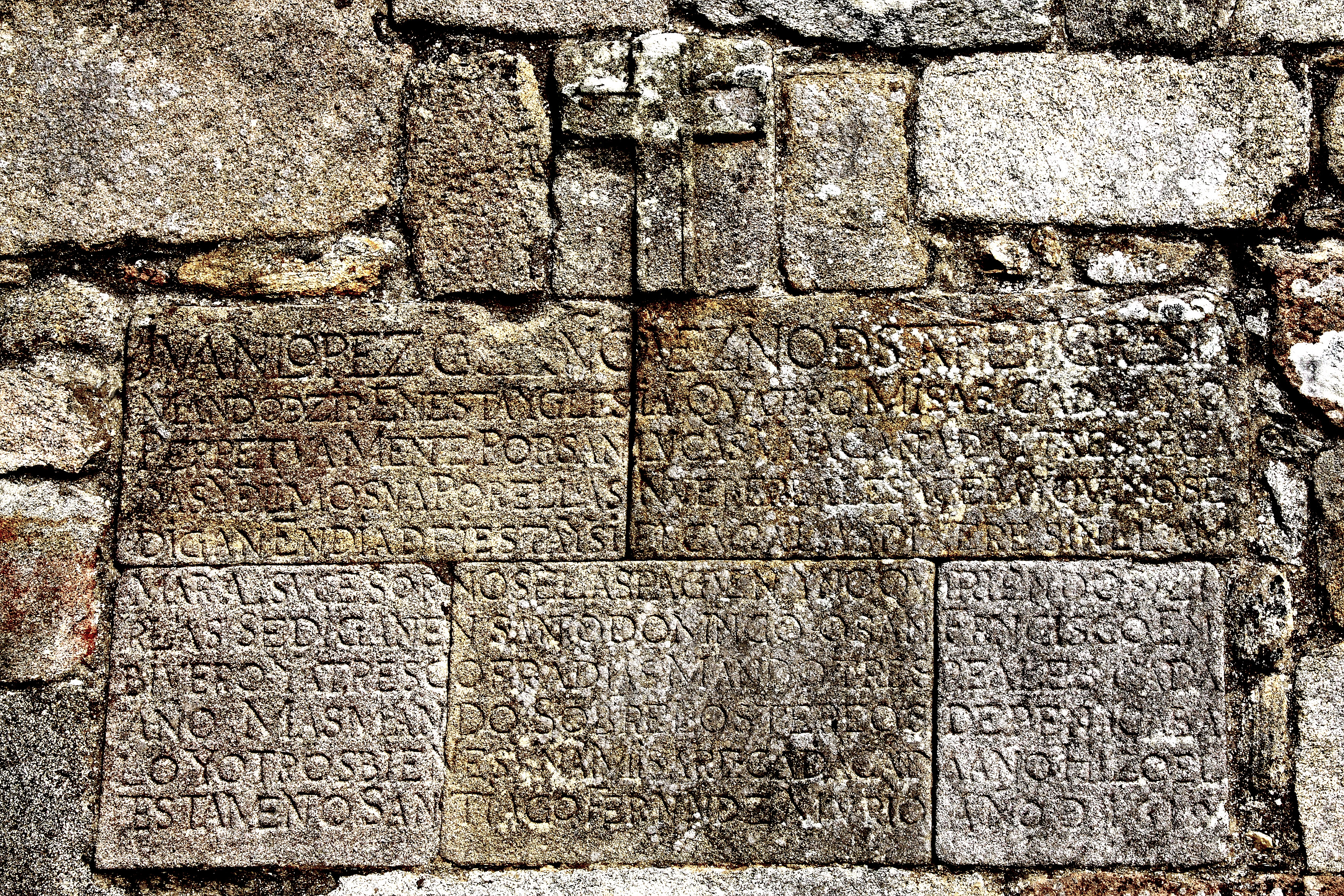
Inscripciones en los sillares.
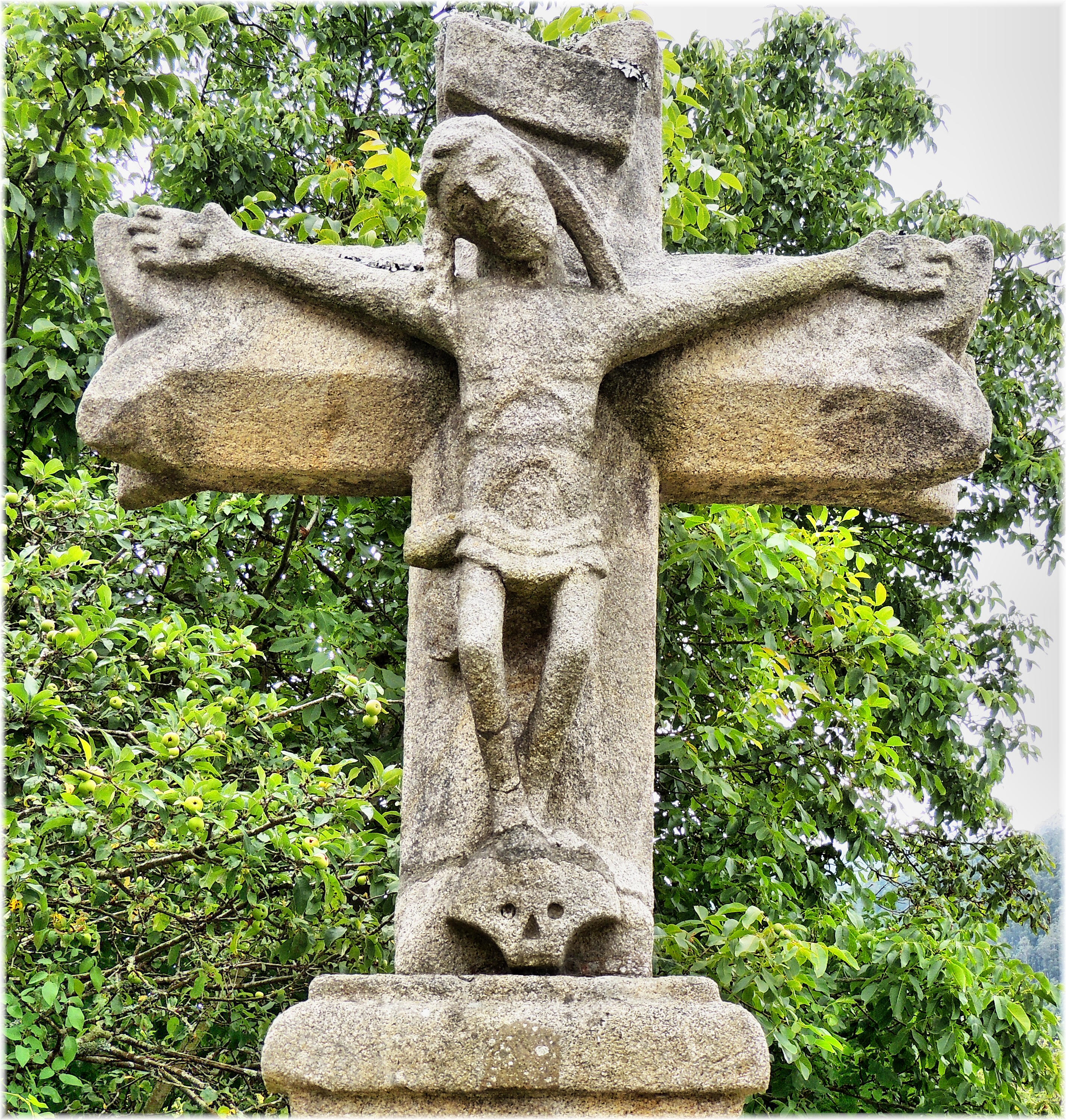
Crucero del siglo X, situado en el atrio.